# Garnetz
Garnetz (zu unterscheiden vom schlesischen Garnetz), seltener Garnitz, war ein russisches Volumenmaß und das Doppelte des Polugarnetz.
- 1 Garnetz = 30 Chast (= 0,10932807 Liter) = 3,279842 Liter
- 1 Garnetz = 2 Pojack